# EMD JT26CW-SS
Az EMD JT26CW-SS egy hat tengelyes, Co'Co' tengelyelrendezésű dízelmozdony-sorozat. Az amerikai EMD gyártotta 1985 és 1995 között. Európában Angliában és Németországban üzemelnek. Angliában, mint British Rail Class 59 ismert.